# Oliver Riedel

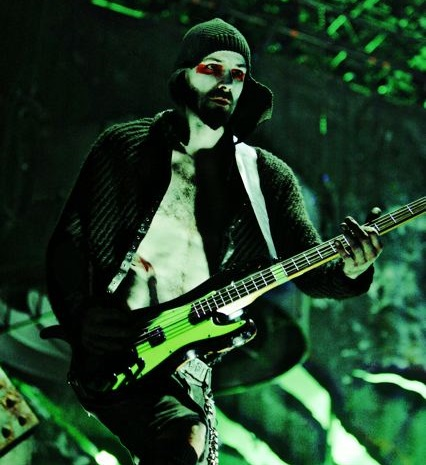
Oliver Riedel (2010)

Oliver Riedel (* 11. April 1971 in Schwerin) ist ein deutscher Musiker und Bassist der deutschen Band Rammstein.

## Leben und Karriere
Oliver Riedel wuchs in einem zumindest teilweise musikbegeisterten Umfeld auf. Seine Mutter hörte nach Riedels Angaben besonders intensiv die Musik von Bob Dylan. Nach seiner Schulzeit machte er in der zweiten Hälfte der 1980er eine Lehre zum Stuckateur. Nach der Ausbildung arbeitete er zunächst weiter in diesem Beruf. Anfang der 1990er gab er diesen für seinen Traum, die Musik, auf.
Riedel begann mit Anfang 20, Bass zu spielen. Er wohnte mit seinen späteren Bandkollegen Richard Kruspe und Christoph Schneider in einer Wohngemeinschaft zusammen. Zu dieser Zeit bekam er ein Angebot der Band The Inchtabokatables, deren schwangere Bassistin Franzi Underdrive (alias Franziska Schubert) zu ersetzen. Nach einigem Zögern erklärte er sich bereit, dort für eine begrenzte Zeit Bass zu spielen. Er trug in der Band wie alle Mitglieder einen Künstlernamen; seiner lautete Orgien-Ollie. Bereits ein Jahr später stieg er, wie angekündigt, bei den Inchies aus, obwohl er dort eine feste monatliche Summe plus einer jährlichen Überschussbeteiligung bekam und dadurch in vergleichsweise geordneten wirtschaftlichen Verhältnissen lebte. In einem Interviewbuch sagte der damalige Bandmanager:

„Am letzten Tag stand er da und zweifelte, denn bei den Inchies lief es sehr gut mit dem Geld. Er hat zum Abschied aber noch einen Spruch gemacht, der eher lustig gemeint war: ‚Bei euch lerne ich nie Bass spielen.‘ Er ging in die Unsicherheit, aber es hat sich für ihn gelohnt.“

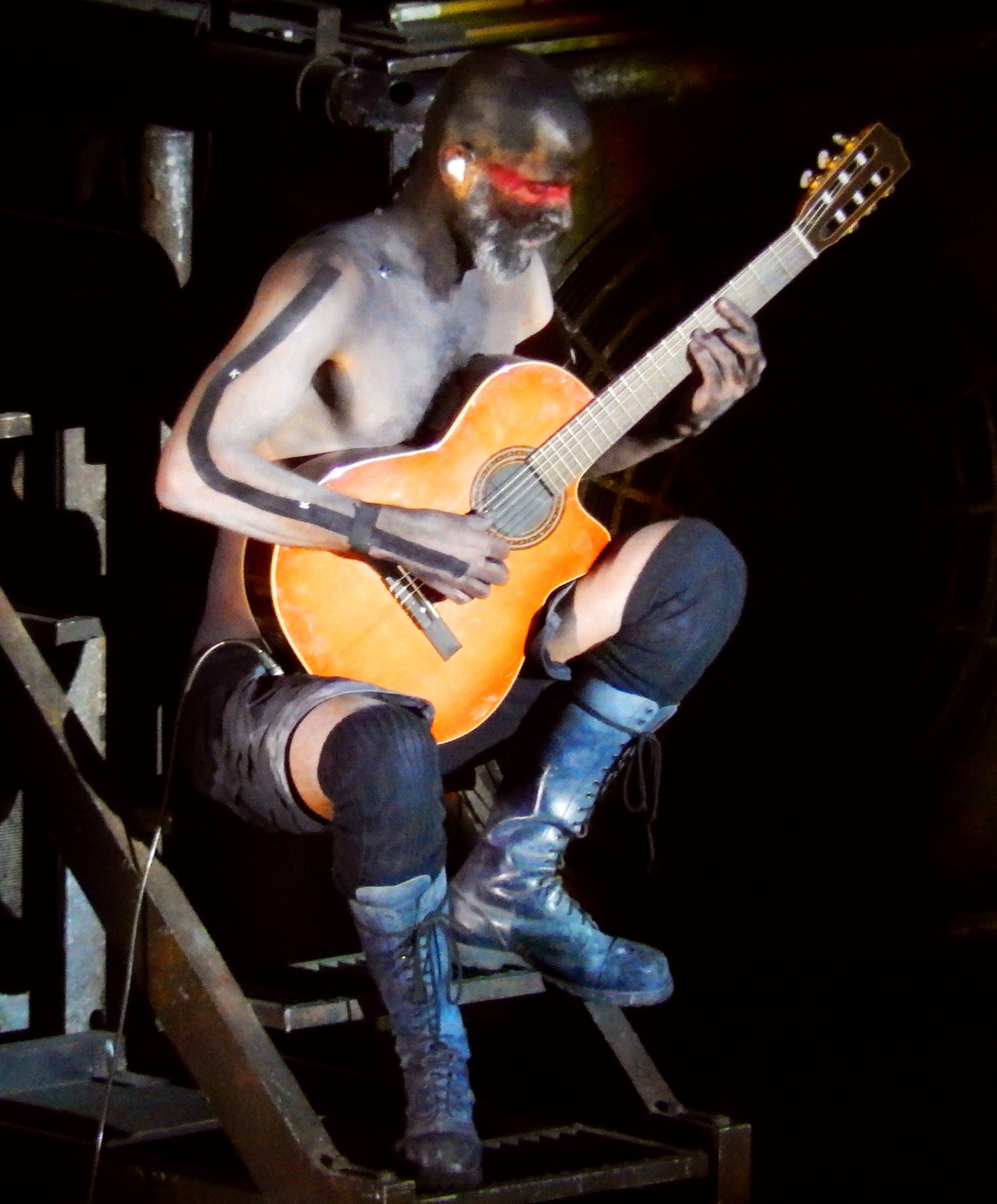
Oliver Riedel mit Rammstein in der Arènes de Nîmes, 2017

Gemeinsam mit seinen Mitbewohnern, dem offiziellen Bandgründer und Gitarristen Kruspe und dem Drummer Schneider, formierte er ein neues Bandprojekt mit dem Namen Tempelprayers, das später zu Rammstein wurde. Riedel zählt somit zu den Gründungsmitgliedern der heute sechsköpfigen Formation.
Riedel gibt nur selten Interviews und bevorzugt nach eigenen Angaben eine zurückgezogene Lebensweise mit Abstand zur Gemeinschaft. So kam es dazu, dass er während der Produktion zum 2009er Album Liebe ist für alle da, für die sich die Band auf ein Anwesen im kalifornischen Sonoma nahe San Francisco zurückgezogen hatte, allein in einem zum Areal dazugehörenden Baumhaus wohnte. In der Dokumentation Anakonda im Netz, Teil der 2006 erschienenen DVD Völkerball, gab er an, auf Tourneen gern mit der Crew im Tourbus zu reisen, während die restlichen Bandmitglieder mittlerweile das Fliegen bevorzugten.
Im 2017er Buch Heute hat die Welt Geburtstag erwähnt sein Bandkollege Christian Flake Lorenz, dass Riedel – so wie er – in früheren Jahren unter einem gewissen Maß an Flugangst litt und darum bei Tourneen zeitweise zeitraubende Eigenanreisen in Bussen und Wohnmobilen in Kauf nahm.
Riedel spielt neben Bass auch Akustikgitarre und surft in seiner Freizeit. Mit einer Körpergröße von zwei Metern ist er das größte Rammstein-Mitglied.
Er ist verheiratet mit der Designerin, Stylistin und Künstlerin Marie Riedel und Vater einer 2001 geborenen Tochter aus dieser Ehe. Er lebt in Berlin.

## Equipment
Riedel bevorzugt Bässe der Marke Sandberg und hat auch sein eigenes Signaturemodell erhalten. Er spielt Bassgitarren des Typs California 4-string, Custom 5-string sowie einen Plasmabass dieser Marke.